# 장기건
장기건(1987년 8월 19일 ~ )은 대한민국의 봅슬레이 선수이다. 